# Camelbak
Camelbak is een fabrikant van waterrugzakken en waterzakken, waarin een hoeveelheid drinkwater kan worden meegenomen. De rugzakken worden vaak gebruikt door fietsers, motorrijders, wandelaars en triatleten. De waterzakken worden ingebouwd in rugzakken van verschillende merken, die onder andere door backpackers worden gebruikt.
Dit water kan dan via een slangetje en een mondstuk onder het rijden gedronken worden. De waterrugzakken zijn populair bij motorrijders, fietsers en kanovaarders, vooral wanneer grote inspanningen moeten worden geleverd of het niet mogelijk c.q. handig is beide handen vrij te maken om een fles open te draaien.
Vergelijkbare systemen worden ook door andere fabrikanten gemaakt, zoals Platypus.